# 1990 Pilcher
Az 1990 Pilcher (ideiglenes jelöléssel 1956 EE) a Naprendszer kisbolygóövében található aszteroida. Karl Wilhelm Reinmuth fedezte fel 1956. március 9-én, Heidelbergben.